# Обикновено червениче
Sympetrum striolatum е вид водно конче от семейство Libellulidae. Видът не е застрашен от изчезване.

## Разпространение и местообитание
Разпространен е в Австрия, Азербайджан, Албания, Алжир, Андора, Армения, Беларус, Белгия, Босна и Херцеговина, България, Великобритания, Германия, Грузия, Гърция, Дания, Естония, Ирак, Иран, Ирландия, Испания, Италия, Кипър, Китай, Латвия, Литва, Лихтенщайн, Люксембург, Мароко, Молдова, Монако, Монголия, Нидерландия, Норвегия, Полша, Португалия, Северна Македония, Северна Корея, Словакия, Словения, Сърбия, Таджикистан, Турция, Узбекистан, Украйна, Унгария, Финландия, Франция, Хърватия, Черна гора, Чехия, Швейцария, Швеция, Южна Корея и Япония.
Среща се на надморска височина от -6 до 435,8 m.